# Teplica (přítok Bodvy)
Teplica je potok v regionu Turňa, v západní části okresu Košice-okolí. Je to pravostranný přítok Bodvy, měří 4,9 km a je tokem V. řádu.

## Pramen
Pramení v Slovenském krasu, v podcelku Jasovská planina, jižně od kóty 495,8 m v lokalitě Teplický les, v nadmořské výšce přibližně 400 m n. m.

## Popis toku
Od pramene teče zpočátku víceméně východoseverovýchodním směrem, přičemž se vícenásobně vlní, následně se stáčí na východ a zleva přibírá tři přítoky zpod masivu Šugov. Dále přibírá levostranný přítok z JZ svahu Šugova (487,6 m n. m.), u hájovny Teplica z téže strany přítok z lokality Živánka a koryto se stáčí na východoseverovýchod. Opět zleva pak přibírá přítok z JV svahu Šugova, napájí nejprve dva malé rybníky, pak i větší Jasovský rybník, zleva přibírá vedlejší rameno Bodvy a protéká vedle areálu autokempu na levém břehu. Nakonec se stáčí jihovýchodním směrem, vtéká do Košické kotliny, do podcelku Medzevská pahorkatina, a jižně od centra obce Jasov (přímo pod vrchem (350,1 m n. m.), na kterém stojí ruiny Jasovského hradu) ústí v nadmořské výšce cca 254 m n. m. do Bodvy.